# Колесников Пімен Григорович
Колесников Пімен Григорович (нар. 24 липня 1906, Миколаїв — пом. 26 листопада 1996 Мінськ) — радянський військовий льотчик, Герой Радянського Союзу (1945), під час Німецько-радянської війни старший штурман 199-ї Слонімської штурмової авіаційної дивізії 4-ї повітряної армії 2-го Білоруського фронту.

## Біографія
Народився 11 (24) липня 1906 року в місті Миколаїв в сім'ї портового службовця. Росіянин. З 1921 року жив у Красноярському краї, через рік закінчив неповну середню освіту. Працював обліковцем у колгоспі, а з 1930 року працює в Ленінграді, на 1-й кондитерській фабриці. Член ВКП(б) з 1931 року.
З 1931 року вступив до лав Червоної Армії. У 1933 році закінчив Ленінградську військово-теоретичну школу льотчиків, в 1934 році — Оренбурзьку військову авіаційну школу льотчиків і льотчиків-спостеригачів. В місті Ташкент служив льотчиком, командиром ланки і ескадрильї в 4-й змішаній авіа бригаді Середньо-Азіатського військового округу (САВО).
Участь у боях нацистсько-радянської війни з грудня 1941 року. Воював на Волховському, Південному, Північно-Кавказькому, Закавказькому, Західному, 1-му і 2-му Білоруських фронтах.Одного разу літак Пімена Григоровича був збитий, і пілот отримав невеликі поранення.
Брав участь:
- У Любанській операції — 1942;
- У Смоленсько-Рославльскій операції — 1943;
- У Білоруській операції — 1944;
- У Млавсько-Ельбінзькій операції — 1945;
- У Східно-Померанській операції — 1945;
- У Берлінській операції — 1945.

Указом Президії Верховної Ради СРСР від 18 серпня 1945 року за зразкове виконання бойових завдань командування на фронті, боротьби з німецько-фашистськими загарбниками і проявлені при цьому мужність і героїзм майору Колеснікову Пімену Григоровичу присвоєно звання Героя Радянського Союзу з врученням ордена Леніна і медалі «Золота Зірка»(№ 8744).
Після закінчення війни продовжував службу у ВПС.В Північній групі військ очолював штурманську службу авіадивізії. У 1949 році закінчив Вищі льотно тактичні курси вдосконалення офіцерського складу. Після цього служив начальником радіолокаційного пункту наведення авіадивізії та начальником відділу в штабі ВПС Білоруського військового округу.
З 1957 року полковник П. Г. Колесніков — в запасі. Жив у місті Мінськ. Працював на заводі електронно-обчислювальних машин імені Г. К. Орджоникидзе, начальником відділу механізації інституту «Белпромпроект» Держбуду УРСР.
Постановою Президії Верховної Ради Республіки Білорусь від 28 червня 1996 року № 414-XIII за активну участь в роботі Білоруської організації ветеранів війни, праці, Збройних Сил і правоохоронних органів Колесніков Пімен Григорович нагороджений Почесною грамотою Президії Верховної Ради Республіки Білорусь.
Помер 26 листопада 1996 року. Похований на Північному кладовищі в Мінську.

## Пам'ять
Ім'ям Героя названа вулиця в Фрунзенському районі міста Мінська.